# Potyczka pod Benavente
Potyczka pod Benavente – bitwa stoczona 29 grudnia 1808 roku, była typowym starciem oddziałów ariergardy i awangardy i miała miejsce podczas odwrotu wojsk brytyjskich generała Johna Moore’a w kierunku La Coruna w północno-zachodniej Galicji.
Na początku grudnia Moore rozpoczął marsz na północ, z zamiarem przerwania francuskich linii komunikacyjnych pomiędzy Burgos i Madrytem. Był przekonany, że Napoleon oblega Madryt, gdy tymczasem miasto skapitulowało 4 grudnia, dając Napoleonowi wolną rękę i możliwość rozprawienia się z armią brytyjską. Po zwycięstwie w mało znaczącej potyczce pod Sahagún 21 grudnia Moore pojął, że może mieć kłopoty i nakazał swej armii spieszny odwrót w kierunku La Coruna.
Między Brytyjczykami i Francuzami rozpoczął się „wyścig do Benavente”, gdzie znajdował się most nad rzeką Esla. Brytyjczycy byli szybsi i 28 grudnia most został zniszczony. Piechota Moore’a kontynuowała szybki marsz na zachód, natomiast część kawalerii została nad Eslą, by opóźnić postępy wojsk francuskich.
29 grudnia generał Charles Lefebvre-Desnouettes, dowódca kawalerii Gwardii Cesarskiej, postanowił – na czele czterech szwadronów szaserów – sforsować rzekę. Początkowo Francuzi mieli przewagę nad Brytyjczykami pikietującymi brzeg. Pierwszy atak brytyjski, w wykonaniu jednego szwadronu (130 ludzi) z 18. pułku lekkich dragonów pułkownika Otwaya, został z łatwością odparty, ale zaraz nadeszło wsparcie ze strony 3. pułku dragonów Królewskiego Legionu Niemieckiego majora Burgwedela, co umożliwiło przeprowadzenie drugiego ataku. Tym razem dragoni przebili się przez pierwszą linię Francuzów, ale zostali osaczeni przez dwie następne i jedynie ucieczka uratowała ich przed okrążeniem.
W tej sytuacji ariergarda Brytyjczyków cofnęła się ku Benavente, gdzie lord Paget miał 450 konnych z 10. pułku huzarów. Lefebvre nieroztropnie, nie czekając na posiłki, przekroczył rzekę i ruszył naprzód. Gdy dotarł do Benavente, Paget uderzył nań znienacka. Teraz Francuzi byli w mniejszości, bowiem Brytyjczycy mieli w sumie 650 ludzi. Opór francuskich gwardzistów trwał krótko; poszli w rozsypkę i rzucili się do ucieczki, ścigani aż do brodu. Po przeformowaniu chcieli uderzyć raz jeszcze, ale zrezygnowali widząc nadciągającą baterię brytyjskiej artylerii konnej.
W czasie całego starcia Brytyjczycy stracili 50 ludzi. Straty francuskie były znacznie poważniejsze. Na placu boju zostało 55 zabitych lub rannych szaserów, a lekarze napoleońscy meldowali o opatrzeniu dalszych 70. Do niewoli dostało się 73 Francuzów, a wśród nich sam Lefebvre (który spędził następne trzy lata jako jeniec na Wyspach).
Z informacji zawartych w pamiętnikach polskich uczestników wojny wynika, że w starciu (zapewne w jego drugiej fazie) brał udział 2. szwadron 1 Pułku Szwoleżerów-Lansjerów. Pisał o tym Józef Bonawentura Załuski, w swych Wspomnieniach o Pułku Lekkokonnym Polskim Gwardyi Napoleona publikowanych w tygodniku „Czas” w Krakowie w odcinkach w latach 1858–1860: W Kampanii zimowej przeciwko Anglikom z r. 1808 na 9 w okolicach rzeki Esla i miasta Beneventa w potyczce z jazdą angielską pod wsią Servinianos Zwierkowski obok kapitana Seweryna Fredro ratował mnie z zagranicznej przewagi, i obaj zostali ranni od angielskiego pałasza.